# 사뜨야메브 자야떼
사뜨야메브 자야떼(सत्यमेव जयते, Satyamev Jayate)는 인도에서 2012년 5월부터 방송된 텔레비전 쇼이다, 스타 플러스(star plus 보관됨 2012-02-24 - 웨이백 머신) 채널에서 매주 일요일 오전 11시에 방송된다. 릴라이언스 파운데이션(Reliance Foundation)과 통신회사인 에어텔(Airtel)이 프로그램을 후원하고 있다. 인도의 유명 영화배우 아미르 칸(Amir Khan)의 제작사에서 제작되고 있으며, 아미르 칸이 직접 진행을 맡고 있다. 매회 에피소드가 끝나면, 인도 국민들에게 한가지 질문을 하며, 거기에 대한 대답은 '예' 혹은 '아니요'의 단답형 문자 메시지를 통해서 받는다. 문자 메시지 1건당 1 루피(인도 화폐)의 요금이 부과되며, 이 금액들은 그 회 에피소드에 참여한 한 협회에게 기부금으로 돌아가게 된다. 릴라이언스 파운데이션은 인도 국민들이 보낸 문자 메시지의 총액과 일치하는 금액을 같은 협회에 기부한다.
이 텔레비전 쇼에서는 인도에서 일어나고 있는 수 많은 일들 중에서, 크게 문제가 되고 있는 것을 매회마다 선택하여 다루고 있다.

## 에피소드
- 제 1회 - 여아 태아살해(Female Foeticide)

인도에서 문제가 되고 있는 여아 살해. 태어날 아이가 여자 아이라는 이유만으로 태어나기도 전에 수술을 통해서 아이를 지운다. 거리 인터뷰를 통해 인도인들에게 물었던 것은 누가 이런 일들을 하고 있느냐 ?였다. 대부분의 사람들이 대답하기로는 배움이 부족한 사람들, 경제적 여유가 없는 가난한 사람들, 시골 사람들이 대부분일 것이다였다. 그러나 결과는 그 반대였다. 즉, 흔히 말하는 배운 사람들, 도시에 사는 경제적으로 여유가 있는 사람들이 이런 일들을 하고 있다라는 사실이다. 가장 먼저 출연한 사람은 여의사이다. 그녀의 남편도 의사이며, 시어머니는 대학의 부총장을 지낸 사람이다. 그녀가 쌍둥이 여자아이를 임신한 사실을 알고, 시댁에서는 아이를 낳는 것을 반대했으며, 하물며 태어난 아이를 시어머니가 1층 발코니에서 던져버렸다는 것이다.
- 제 2회 - 아동 성폭행(Child Sexual Abuse)
- 제 3회 - 인도 결혼식의 지참금(Big Fat Indian Wedding)
- 제 4회 - Every Life Is Precious
- 제 5회 - Intolerance To Love
- 제 6회 - 장애인들(Persons With Disabilities)
- 제 7회 - Domestic Violence
- 제 8회 - 유해한 음식 (Toxic Food)
- 제 9회 - 알콜 남용 (Alcohol Abuse)
- 제 10회 - 불가촉천민(Untouchability)
- 제 11회 - 노년(Old age)
- 제 12회 - 물(Water)
- 제 13회 - The idea of India

## 같이 보기
- 당갈